# Église Saint-Sauveur d'Auray
L'église Saint-Sauveur est située dans le quartier Saint-Goustan d'Auray (Morbihan). Elle est parfois désignée sous le nom d'église Saint-Goustan.

## Dénomination

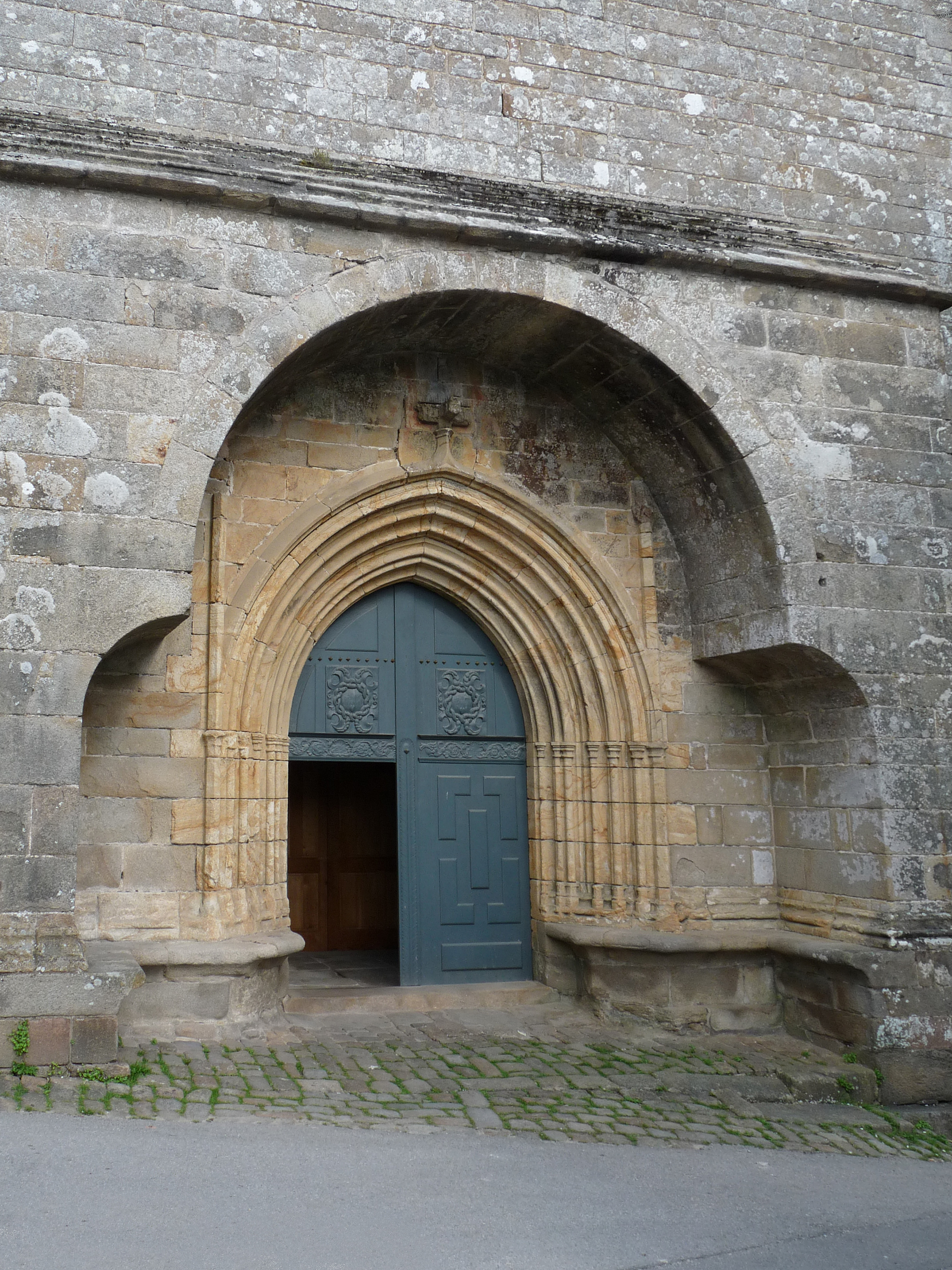
Portail de l'église Saint-Sauveur d'Auray.

L'église est parfois désignée sous le nom d'église Saint-Goustan.

## Situation géographique
L'église est située dans le quartier Saint-Goustan d'Auray (Morbihan).

## Historique
L'édifice, dont l'origine remonte au XVe siècle, a été en grande partie détruit par un incendie en 1886. Reconstruite, l'église ne conserve du bâtiment d'origine que le portail, qui est inscrit au titre des monuments historiques par arrêté du 12 mai 1925.